# Emile Prat
Emile Prat, francoski general, * 1893, † 1968.